# Zinco

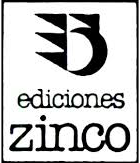
Logo de la maison d'édition Espagnole

Zinco est une maison d'édition de bande dessinée espagnole fondée en 1982 à Barcelone et disparue en 1998. De 1984 à janvier 1997, elle a publié en Espagne les bandes dessinées de DC Comics, ce qui lui a assuré de nombreuses années fastes, mais a précipité sa fermeture lorsque DC a choisi de confier ses droits pour le marché espagnol à Vid Editorial. Durant ses seize années d'existence, Zinco a été traduit des bandes dessinées italiennes grand public, comme Martin Mystère et plusieurs séries érotiques. En 1992, Zinco se lance également dans la traduction des jeux de rôle Donjons et Dragons, qui n'avaient jusqu'alors connus que deux adaptations en castillan.

## Prix
- 1997 : Prix Haxtur de la meilleure maison d'édition.